# Andrew Stanfield
Andrew Stanfield (Washington D. C., Estados Unidos, 29 de diciembre de 1927-15 de junio de 1985) fue un atleta estadounidense, especializado en la prueba de 200 m en la que llegó a ser campeón olímpico en 1952.

## Carrera deportiva
En los JJ. OO. de Helsinki 1952 ganó dos medallas de oro: en los 200 metros y en los relevos 4 x 100 metros.
Cuatro años después, en los JJ. OO. de Melbourne 1956 ganó la medalla de plata en los 200 metros, con un tiempo de 20.7 segundos, siendo superado por el también estadounidense Bobby Morrow que con 20.6 s batió el récord del mundo, y por delante de otro compatriota Thane Baker (bronce).